# Dirk Reichl
Dirk Reichl (* 12. September 1981 in Kühlungsborn; † 15. September 2005) war ein deutscher Radsportler.
1997 wurde Dirk Reichl deutscher Jugendmeister im Querfeldeinrennen; zwei Jahre später gewann er das Juniorenrennen Tour du Basse-Gaulaine. 2000 sowie 2001 belegte er bei Rund um den Henninger-Turm im U23-Rennen den zweiten Platz. 2001 entschied er zudem eine Etappe von An Post Rás für sich.
Reichl war ab 2001 Mitglied der Nachwuchsmannschaft des Teams Telekom und wechselte 2002 in die Elitemannschaft. Dort konnte er sich jedoch nicht durchsetzen. Nach zwei Jahren wurde sein Vertrag nicht mehr verlängert, und er beendete 2003 seine Karriere.
In der Nacht zum 15. September 2005 kam Reichl in der Nähe von Oldenburg bei einem Motorradunfall ums Leben.